# Матчи сборной Москвы по футболу (1931)
Сезон 1931 года стал 25-м в истории сборной Москвы по футболу.
В нем сборная провела
- 9 официальных матчей 
  - 3 соревновательных в рамках Чемпионата РСФСР
  - 5 товарищеских междугородних
    - в том числе 2 в рамках Матча трёх городов

  - 1 международный со сборной Турции
- 23 неофициальных матча 
  - в том числе 1 международный с «рабочей» командой Германии

## Классификация матчей
По установившейся в отечественной футбольной истории традиции официальными принято считать матчи первой сборной с эквивалентным по статусу соперником (сборные городов, а также регионов и республик); матчи с клубами Москвы и других городов составляют отдельную категорию матчей.
Международные матчи также разделяются на две категории: матчи с соперниками топ-уровня (в составах которых выступали футболисты, входящие в национальные сборные либо выступающие в чемпионатах (лигах) высшего соревновательного уровня своих стран — как профессионалы, так и любители) и (начиная с 1920-х годов) международные матчи с так называемыми «рабочими» командами (состоявшими, как правило, из любителей невысокого уровня).

## Статистика сезона
| 1931              |                                                    |      |
| Н (1)             | Москва — Москва-II                                 | 6:3  |
| Н (2)             | Москва-III — КЖД им.Ильича Подольск                | 2:3  |
| С 34              | Москва — Ивановская промышленная область           | 13:0 |
| С 35              | Москва — Северный Кавказ                           | 3:0  |
| С 36              | Москва — Ленинград                                 | 4:3  |
| Н (3)             | Москва — СССР                                      | 2:0  |
| Н (4)             | Москва (МОСПС) — Нижний Новгород (НОСПС)           | 4:1  |
| Н (5)             | Москва (МОСПС) — Ленинград (ЛОСПС)                 | 6:2  |
| Н (6)             | Москва (печатники) — Ленинград (печатники)         | 2:2  |
| Н (7)             | Москва-II — Иваново-Вознесенск                     | 0:3  |
| Н (8)             | Москва (МГСПС) — Ленинград (ЛОСПС)                 | 2:1  |
| Н (9)             | Москва (молодежная) — «Большевик» Ленинград        | 3:2  |
| Н (10)            | Москва — Москва-II                                 | 6:1  |
| Н (11)            | Москва (электрики) — Германия «рабочая»            | 0:3  |
| МГ 62             | Москва — Харьков                                   | 1:1  |
| МГ 63             | Москва — Ленинград                                 | 6:2  |
| Н (12)            | Москва — Москва-II                                 | 1:2  |
| МН 22             | Москва — Турция                                    | 4:3  |
| Н (13)            | Москва (II группа) — «Красный Октябрь» Сталинград  | 7:0  |
| Н (14)            | Москва (II группа) — «Динамо» Сталинград           | 6:3  |
| Н (15)            | Москва (транспортники) — Харьков (транспортники)   | 2:1  |
| Н (16)            | Москва (транспортники) — Ленинград (транспортники) | 1:1  |
| Н (17)            | Москва-II — «Динамо» Ростов                        | 6:3  |
| Н (18)            | Москва-II — Таганрог                               | 3:2  |
| Н (19)            | Москва-II — Ростов                                 | 8:1  |
| МГ 64             | Москва — Киев                                      | 3:3  |
| Н (20)            | Москва-II — Северный Кавказ                        | 4:1  |
| Н (21)            | Москва-II — Киев                                   | 1:1  |
| МГ 65             | Москва — Ленинград                                 | 1:3  |
| Н (22)            | Москва — «Динамо» Ленинград                        | 1:2  |
| Н (23)            | Москва (МГСПС) — Ленинград (ЛОСПС)                 | 0:3  |
| МГ 66             | Москва — Ленинград                                 | 4:3  |
| Итого             |                                                    |      |
| И В Н П М         |                                                    |      |
| 9 5 3 1 39 − 18   |                                                    |      |
| 23 14 3 6 73 − 41 |                                                    |      |

## Официальные матчи

### 116. Москва — Ивановская промышленная область — 13:0
Соревновательный матч 34 — Чемпионат РСФСР, 1/4 финала (отчет ).

| Москва | 13:0 | Ивановская область |
| ------ | ---- | ------------------ |
|        |      |                    |

| Игрок                | Клуб                 |  | Вышел на замену | Гол   |
| -------------------- | -------------------- |  | --------------- | ----- |
| Филиппов, Иван       | «Дукат»              |  | 6               | (-12) |
|                      |                      |  |                 |       |
| Старостин, Александр | «Промкооперация»     |  | 18              |       |
| Пчеликов, Павел      | «Красный пролетарий» |  | 18              |       |
|                      |                      |  |                 |       |
| Леута, Станислав     | «Промкооперация»     |  | 20              |       |
| Селин, Фёдор         | «Динамо»             |  | 44              | 25    |
| Никишин, Евгений     | ЦДКА                 |  | 31              | 1     |
|                      |                      |  |                 |       |
| Старостин, Николай   | «Промкооперация»     |  | 34              | 32    |
| Иванов, Сергей       | «Динамо»             |  | 12              | 9     |
| Исаков, Петр         | «Дукат»              |  | 37              | 16    |
| Павлов, Василий      | «Динамо»             |  | 8               | 3     |
| Ильин, Сергей        | ЦДКА                 |  | 8               | 2     |

| Ивановская область |  |
| ------------------ |  |
| Булычев            |  |
|                    |  |
| Гусев              |  |
| Косогоров          |  |
|                    |  |
| Шитаев             |  |
| Козлов             |  |
| Кованцев           |  |
|                    |  |
| Щибров             |  |
| Мосалев            |  |
| Рогов              |  |
| Берманов           |  |
| Тележкин           |  |

### 117. Москва — Северный Кавказ — 3:0
Соревновательный матч 35 — Чемпионат РСФСР, 1/2 финала (отчет ).

| Москва                                 | 3:0 | Северный Кавказ |
| -------------------------------------- | --- | --------------- |
| - Павлов 23′ ~65′ - C.Ильин 25′ (пен.) |     | - 21' (пен.) ?  |

| Игрок                | Клуб                 |           | Вышел на замену | Гол   |
| -------------------- | -------------------- | --------- | --------------- | ----- |
| Филиппов, Иван       | «Дукат»              |           | 7               | (-12) |
|                      |                      |           |                 |       |
| Старостин, Александр | «Промкооперация»     |           | 19              |       |
| Пчеликов, Павел      | «Красный пролетарий» |           | 19              |       |
|                      |                      |           |                 |       |
| Леута, Станислав     | «Промкооперация»     |           | 21              |       |
| Селин, Фёдор         | «Динамо»             |           | 45              | 25    |
| Никишин, Евгений     | ЦДКА                 |           | 32              | 1     |
|                      |                      |           |                 |       |
| Старостин, Николай   | «Промкооперация»     |           | 35              | 32    |
| Иванов, Сергей       | «Динамо»             |           | 13              | 9     |
| Исаков, Петр         | «Дукат»              |           | 38              | 16    |
| Павлов, Василий      | «Динамо»             | Гол · Гол | 9               | 5     |
| Ильин, Сергей        | ЦДКА                 | Гол       | 9               | 3     |

| Северный Кавказ |  |
| --------------- |  |
| Добрынин        |  |
|                 |  |
| Булгаков        |  |
| Малахно         |  |
|                 |  |
| Трейнис         |  |
| Крамшин         |  |
| Жеромский       |  |
|                 |  |
| Сизов           |  |
| Урбанский       |  |
| Гончаров        |  |
| Карнаруков      |  |
| Сердюков        |  |

### 118. Москва — Ленинград — 4:3
Соревновательный матч 36 — Чемпионат РСФСР, финал (отчет ).

| Москва                              | 4:3 | Ленинград                                              |
| ----------------------------------- | --- | ------------------------------------------------------ |
| - Павлов 32′ - С.Иванов 46′ 56′ 73′ |     | - 18′ М.Бутусов - 42′ П.Григорьев - 72′ (пен.) Батырев |

| Игрок                | Клуб                 |                                                  | Вышел на замену | Гол   |
| -------------------- | -------------------- | ------------------------------------------------ | --------------- | ----- |
| Филиппов, Иван       | «Дукат»              | Серебряный гол · Серебряный гол · Серебряный гол | 8               | (-15) |
|                      |                      |                                                  |                 |       |
| Старостин, Александр | «Промкооперация»     |                                                  | 20              |       |
| Пчеликов, Павел      | «Красный пролетарий» |                                                  | 20              |       |
|                      |                      |                                                  |                 |       |
| Леута, Станислав     | «Промкооперация»     |                                                  | 22              |       |
| Старостин, Андрей    | «Промкооперация»     |                                                  | 6               |       |
| Никишин, Евгений     | ЦДКА                 |                                                  | 33              | 1     |
|                      |                      |                                                  |                 |       |
| Прокофьев, Валентин  | «Промкооперация»     |                                                  | 10              | 3     |
| Иванов, Сергей       | «Динамо»             | Гол · Гол · Гол                                  | 14              | 12    |
| Исаков, Петр         | «Дукат»              |                                                  | 39              | 16    |
| Павлов, Василий      | «Динамо»             | Гол                                              | 10              | 6     |
| Ильин, Сергей        | ЦДКА                 |                                                  | 10              | 3     |

| Ленинград   |     |
| ----------- | --- |
| Н.Соколов   |     |
|             |     |
| Юденич      |     |
| А.Корнилов  | 30' |
|             |     |
| Пав.Попов   |     |
| Батырев     | Гол |
| Беляков     |     |
|             |     |
| П.Григорьев | Гол |
| М.Бутусов   | Гол |
| Дежонков    |     |
| Елисеев     |     |
| Аксенов     |     |
| Замена      |     |
| В.Топталов  | 30' |

### 119. Москва — Харьков — 1:1
Междугородний товарищеский матч 62 — Матч трёх городов (отчет ).

| Москва                                  | 1:1 | Харьков                        |
| --------------------------------------- | --- | ------------------------------ |
| - Г.Богданов 8' (пен.) - Кривоносов 29′ |     | - 10′ Зуб - 25' (пен.) К.Фомин |

| Игрок               | Клуб                 |                | Вышел на замену | Гол   |
| ------------------- | -------------------- | -------------- | --------------- | ----- |
| Филиппов, Иван      | «Дукат»              | Серебряный гол | 9               | (-16) |
|                     |                      |                |                 |       |
| Тетерин, Виктор     | «Динамо»             |                | 1               |       |
| Пчеликов, Павел     | «Красный пролетарий» |                | 21              |       |
|                     |                      |                |                 |       |
| Дубинин, Виктор     | АМО                  |                | 2               |       |
| Селин, Фёдор        | «Динамо»             |                | 46              | 25    |
| Леута, Станислав    | «Промкооперация»     |                | 23              |       |
|                     |                      |                |                 |       |
| Богданов, Георгий   | «Серп и Молот»       |                | 1               |       |
| Кривоносов, Серафим | «Динамо»             | Гол            | 1               | 1     |
| Исаков, Петр        | «Дукат»              |                | 40              | 16    |
| Павлов, Василий     | «Динамо»             | с 33' по 85'   | 11              | 6     |
| Прокофьев, Валентин | «Промкооперация»     |                | 11              | 3     |

| Харьков      |     |
| ------------ | --- |
| Бабкин       | 62' |
|              |     |
| Кладько      |     |
| К.Фомин      |     |
|              |     |
| Н.Фомин      |     |
| В.Фомин      |     |
| Капустин     |     |
|              |     |
| Привалов     |     |
| Шпаковский   |     |
| Зуб          | Гол |
| Паровышников |     |
| Б.Андреев    |     |
| Замена       |     |
| Циркуненко   | 62' |

### 120. Москва — Ленинград — 6:2
Междугородний товарищеский матч 63 — Матч трёх городов (отчет ).

| Москва                                                                          | 6:2 | Ленинград                                             |
| ------------------------------------------------------------------------------- | --- | ----------------------------------------------------- |
| - Леута 25' (пен.) 25′ 40′ (пен.) - Селин 32′ - Павлов 47′ 84′ - Г.Богданов 70′ |     | - 27′ П.Григорьев - 33′ Мурашев - ~43' (пен.) Батырев |

| Игрок               | Клуб                 |                                 | Вышел на замену | Гол   |
| ------------------- | -------------------- | ------------------------------- | --------------- | ----- |
| Филиппов, Иван      | «Дукат»              | Серебряный гол · Серебряный гол | 10              | (-18) |
|                     |                      |                                 |                 |       |
| Соколов, Михаил     | «Красный пролетарий» |                                 | 8               |       |
| Пчеликов, Павел     | «Красный пролетарий» |                                 | 22              |       |
|                     |                      |                                 |                 |       |
| Дубинин, Виктор     | АМО                  |                                 | 3               |       |
| Селин, Фёдор        | «Динамо»             | Гол                             | 47              | 26    |
| Леута, Станислав    | «Промкооперация»     | Гол · Гол                       | 24              | 2     |
|                     |                      |                                 |                 |       |
| Богданов, Георгий   | «Серп и Молот»       | Гол                             | 2               | 1     |
| Зайцев, В.          | «Красный пролетарий» |                                 | 3               | 1     |
| Исаков, Петр        | «Дукат»              |                                 | 41              | 16    |
| Павлов, Василий     | «Динамо»             | Гол · Гол                       | 12              | 8     |
| Прокофьев, Валентин | «Промкооперация»     |                                 | 12              | 3     |

| Ленинград   |     |
| ----------- | --- |
| Савинцев    |     |
|             |     |
| Юденич      |     |
| А.Корнилов  |     |
|             |     |
| Пав.Попов   |     |
| Батырев     |     |
| Гуськов     |     |
|             |     |
| П.Григорьев | Гол |
| Мурашев     | Гол |
| М.Бутусов   |     |
| Елисеев     |     |
| Аксенов     |     |

### 121. Москва — Турция — 4:3[5]
Международный товарищеский матч 22 (отчет ).

| Москва                                    | 4:3 | Турция                            |
| ----------------------------------------- | --- | --------------------------------- |
| - Павлов 28′ 62′ 70′ - Вал.Прокофьев 48+′ |     | - 16′ 74′ Музаффер - 30′ Алаэддин |

| Игрок                | Клуб                 |                                                  | Вышел на замену | Гол  |
| -------------------- | -------------------- | ------------------------------------------------ | --------------- | ---- |
| Евгений Фокин        | «Динамо»             | Серебряный гол · Серебряный гол · Серебряный гол | 2               | (-3) |
|                      |                      |                                                  |                 |      |
| Старостин, Александр | «Промкооперация»     |                                                  | 21              |      |
| Пчеликов, Павел      | «Красный пролетарий» |                                                  | 23              |      |
|                      |                      |                                                  |                 |      |
| Леута, Станислав     | «Промкооперация»     |                                                  | 25              | 2    |
| Селин, Фёдор         | «Динамо»             |                                                  | 48              | 26   |
| Никишин, Евгений     | ЦДКА                 |                                                  | 34              | 1    |
|                      |                      |                                                  |                 |      |
| Богданов, Георгий    | «Серп и Молот»       |                                                  | 3               | 1    |
| Павлов, Василий      | «Динамо»             | Гол · Гол · Гол                                  | 13              | 11   |
| Исаков, Петр         | «Дукат»              |                                                  | 42              | 16   |
| Лапшин, Алексей      | «Динамо»             |                                                  | 1               |      |
| Прокофьев, Валентин  | «Промкооперация»     | Гол                                              | 13              | 4    |

| Турция         |           |
| -------------- | --------- |
| Ульви          |           |
|                |           |
| Хюсню          |           |
| Сами           |           |
|                |           |
| Супхи          |           |
| Сади Чебан     |           |
| Решат          |           |
|                |           |
| Мехмет Леблеби |           |
| Алаэддин       | Гол       |
| Зеки Риза      |           |
| Музаффер       | Гол · Гол |
| Ребии          |           |

### 122. Москва — Киев — 3:3
Междугородний товарищеский матч 64 (отчет ).

| Москва                                | 3:3 | Киев                                                |
| ------------------------------------- | --- | --------------------------------------------------- |
| - В.Степанов 15′ - Г.Богданов 56′ 63′ |     | - 3′ 40' (пен.) 3:3′ (пен.) Печёный - 58′ Садовский |

| Игрок                | Клуб                 |                                                  | Вышел на замену | Гол  |
| -------------------- | -------------------- | ------------------------------------------------ | --------------- | ---- |
| Евгений Фокин        | «Динамо»             | Серебряный гол · Серебряный гол · Серебряный гол | 3               | (-6) |
|                      |                      |                                                  |                 |      |
| Старостин, Александр | «Промкооперация»     |                                                  | 22              |      |
| Соколов, Михаил      | «Красный пролетарий» |                                                  | 9               |      |
|                      |                      |                                                  |                 |      |
| Леута, Станислав     | «Промкооперация»     |                                                  | 26              | 2    |
| Старостин, Андрей    | «Промкооперация»     |                                                  | 7               |      |
| Никишин, Евгений     | ЦДКА                 |                                                  | 35              | 1    |
|                      |                      |                                                  |                 |      |
| Богданов, Георгий    | «Серп и Молот»       | Гол · Гол                                        | 4               | 3    |
| Смирнов, Василий     | «Динамо»             |                                                  | 1               |      |
| Степанов, Владимир   | «Медики»             | Гол                                              | 1               | 1    |
| Павлов, Василий      | «Динамо»             |                                                  | 14              | 11   |
| Прокофьев, Валентин  | «Промкооперация»     |                                                  | 14              | 4    |

| Киев         |           |
| ------------ | --------- |
| Идзковский   | 60'       |
|              |           |
| Весеньев     |           |
| М.Денисов    |           |
|              |           |
| Тютчев       |           |
| Пионтковский |           |
| Юкельзон     |           |
|              |           |
| Синица       |           |
| Малхасов     |           |
| Сердюк       |           |
| Садовский    | Гол       |
| Печёный      | Гол · Гол |
| Замена       |           |
| Поталов      | 60'       |

### 123. Москва — Ленинград — 1:3
Междугородний товарищеский матч 65 (отчет ).

| Москва        | 1:3 | Ленинград                          |
| ------------- | --- | ---------------------------------- |
| - Павлов 1:1′ |     | - 1:0′ 60′ Елисеев - 77′ М.Бутусов |

| Игрок                  | Клуб             |                                                  | Вышел на замену | Гол  |
| ---------------------- | ---------------- | ------------------------------------------------ | --------------- | ---- |
| Москвин, Серафим       | СКиГ             | Серебряный гол · Серебряный гол · Серебряный гол | 1               | (-3) |
|                        |                  |                                                  |                 |      |
| Старостин, Александр   | «Промкооперация» |                                                  | 23              |      |
| Лясковский, Константин | ЦДКА             |                                                  | 1               |      |
|                        |                  |                                                  |                 |      |
| Леута, Станислав       | «Промкооперация» |                                                  | 27              | 2    |
| Старостин, Андрей      | «Промкооперация» |                                                  | 8               |      |
| Никишин, Евгений       | ЦДКА             |                                                  | 36              | 1    |
|                        |                  |                                                  |                 |      |
| Богданов, Георгий      | «Серп и Молот»   |                                                  | 5               | 3    |
| Блинков, Владимир      | «Серп и Молот»   |                                                  | 19              | 14   |
| Исаков, Петр           | «Дукат»          |                                                  | 43              | 16   |
| Павлов, Василий        | «Динамо»         | Гол                                              | 15              | 12   |
| Прокофьев, Валентин    | «Промкооперация» |                                                  | 15              | 4    |

| Ленинград   |                 |
| ----------- | --------------- |
| Савинцев    |                 |
|             |                 |
| Юденич      |                 |
| Епишин      |                 |
|             |                 |
| Пав.Попов   |                 |
| Батырев     |                 |
| К.Лемешев   |                 |
|             |                 |
| П.Григорьев | Заменён         |
| Мурашев     |                 |
| М.Бутусов   | Гол             |
| Елисеев     | Гол · Гол       |
| Аксенов     |                 |
| Замена      |                 |
| Елец        | Вышел на замену |

### 124. Москва — Ленинград — 4:3
Междугородний товарищеский матч 66 (отчет ).

| Москва                                        | 4:3 | Ленинград                                            |
| --------------------------------------------- | --- | ---------------------------------------------------- |
| - В.Смирнов 3′ - Павлов 60′ - С.Ильин 65′ 80′ |     | - 1:1′ (пен.) Пав.Попов - 1:2′ Елисеев - 50′ Мурашев |

| Игрок                | Клуб                 |                                                  | Вышел на замену | Гол  |
| -------------------- | -------------------- | ------------------------------------------------ | --------------- | ---- |
| Евгений Фокин        | «Динамо»             | Серебряный гол · Серебряный гол · Серебряный гол | 4               | (-9) |
|                      |                      |                                                  |                 |      |
| Старостин, Александр | «Промкооперация»     |                                                  | 24              |      |
| Пчеликов, Павел      | «Красный пролетарий» |                                                  | 24              |      |
|                      |                      |                                                  |                 |      |
| Леута, Станислав     | «Промкооперация»     |                                                  | 28              | 2    |
| Старостин, Андрей    | «Промкооперация»     |                                                  | 9               |      |
| Никишин, Евгений     | ЦДКА                 |                                                  | 37              | 1    |
|                      |                      |                                                  |                 |      |
| Потапов, Вадим       | «Серп и Молот»       |                                                  | 1               |      |
| Смирнов, Василий     | «Динамо»             | Гол                                              | 2               | 1    |
| Исаков, Петр         | «Дукат»              |                                                  | 44              | 16   |
| Павлов, Василий      | «Динамо»             | Гол                                              | 16              | 13   |
| Ильин, Сергей        | «Динамо»             | Гол · Гол                                        | 11              | 5    |

| Ленинград    |     |
| ------------ | --- |
| Савинцев     |     |
|              |     |
| Юденич       |     |
| Епишин       |     |
|              |     |
| Пав.Попов    | Гол |
| А.Феоктистов |     |
| А.Петров     |     |
|              |     |
| Елец         |     |
| Мурашев      | Гол |
| М.Бутусов    |     |
| Елисеев      | Гол |
| Аксенов      |     |

## Неофициальные матчи
1. Контрольный матч
| 20 мая Неоф (1) | Москва                  | 6:3 | Москва (II)                            | Москва |
| | - С.Ильин - Н.Старостин |     | - Кривоносов - (пен.) (пен.) В.Блинков |        |
| Москва: И.Филиппов - Ал.Старостин, Пчеликов - С.Егоров, Селин, Никишин - Н.Старостин, В.Зайцев, Исаков, С.Иванов, С.Ильин Москва (II): Гранаткин - А.Соколов, Рущинский - В.Дубинин, Ан.Старостин, Леута - Баранов, В.Смирнов, Кривоносов, В.Блинков, Вал.Прокофьев |                         |     |                                        |        |

2. Товарищеский матч
| 30 мая Неоф (2) | Москва (III) | 2:3 | ЖДК Подольск        | ЖДК, Подольск |
| |              |     | - А.Ширяев - Лапшин |               |
| Москва (III): Фокин - Родионов, Саванов - Генералов, Артемов, Дергачев - Труцин, Зайцев, Щавелев, Хорьков, Путилин : Черемисин - Карасев, И.Комаров - Новожилов, П.Ширяев, Петиков - А.Ширяев, Кузьмин, Забываев, Лапшин, Рожков |              |     |                     |               |

3. Контрольный матч
| 18 июн Неоф (3) | Москва                     | 2:0 | СССР | «Динамо», Москва                         |
| | - Павлов I′ - С.Иванов II′ |     |      | Зрителей: 30 000 Судья: М.Козлов (Тверь) |
| Москва: И.Филиппов - Ал.Старостин, Пчеликов - Леута, Ан.Старостин, Никишин - Н.Старостин, С.Иванов, Исаков, Павлов, С.Ильин СССР: Савинцев - А.Феоктистов, Пачулия - Пав.Попов, Батырев , Жордания - П.Григорьев, Туркия, М.Бутусов, Н.Сорокин, Аксенов |                            |     |      |                                          |

4 — 5. Матчи профсоюзных команд в Нижнем Новгороде
| 3 июл Неоф (4) | Москва (МГСПС) | 4:1 | Нижний Новгород (НОСПС) | Нижний Новгород |

| 4 июл Неоф (5) | Москва (МГСПС) | 6:2 | Ленинград (ЛОСПС) | Нижний Новгород |

6. Товарищеский матч
| 6 июл Неоф (6) | Москва (печатники) | 2:2 | Ленинград (печатники) | Москва |

7. Товарищеский матч
| 18 июл Неоф (7) | Москва (II) | 0:3 | Иваново-Вознесенск | Иваново-Вознесенск |

8. Товарищеский матч
| 18 июл Неоф (8) | Москва (МГСПС)          | 2:1 | Ленинград (ЛОСПС) | Ленинград |
|                 | - Г.Богданов - В.Зайцев |     | - Мурашев         |           |

9. Товарищеский матч
| 20 июл Неоф (9) | Москва (молодёжная) | 3:2 | «Большевик» Ленинград | Ленинград |
|                 |                     |     | - Мурашев             |           |

10. Контрольный матч
| 28 июл Неоф (10) | Москва | 6:1 | Москва (II) | Москва |

11. Международный матч
| 28 июл Неоф (11) | Москва (электрики) | 0:3 | Германия «раб» | Москва |

12. Контрольный матч
| 16 авг Неоф (12) | Москва | 1:2 | Москва (II) | Москва |

13 — 14. Тур сборной II группы в Сталинград
| ? авг Неоф (13) | Москва (II группа) | 7:0 | «Красный Октябрь» Сталинград | Сталинград |

| ? авг Неоф (14) | Москва (II группа) | 6:3 | «Динамо» Сталинград | Сталинград |

15 — 16. Матч трёх городов (транспортники) в Москве
| 2 сен Неоф (15) | Москва (транспортники) | 2:1 | Харьков (транспортники) | Москва |

| 2 сен Неоф (16) | Москва (транспортники) | 1:1 | Ленинград (транспортники) | Москва |

17 — 20. Тур II сборной на Северный Кавказ
| 18 сен Неоф (17) | Москва (II) | 6:3 | «Динамо» Ростов | Ростов |

| 21 сен Неоф (18) | Москва (II) | 3:2 | Таганрог | Таганрог                     |
|                  |             |     |          | Судья: Коробейников (Москва) |

| 22 сен Неоф (19) | Москва (II) | 8:1 | Ростов | Ростов |

| 24 сен Неоф (20) | Москва (II) | 4:1 | Северный Кавказ |  |

21. Товарищеский матч
| 24 сен Неоф (21)                                                       | Москва (молодёжная) | 1:1 | Киев | Москва                       |
|                                                                        |                     |     |      | Судья: В.Стрепихеев (Москва) |
| (молодёжная): ... Карасёв ... Киев: ... Бланк, Свиридовский, Сопин ... |                     |     |      |                              |

22. Товарищеский матч
| 7 окт Неоф (22) | Москва | 1:2 | «Динамо» Ленинград | Ленинград |
|                 |        |     | - Б.Шелагин        |           |

23. Товарищеский матч
| 8 окт Неоф (23) | Москва (МГСПС) | 0:3 | Ленинград (ЛОСПС)             | Ленинград |
|                 |                |     | - Елисеев - А.Ларионов - Елец |           |